# Erzbistum Saint Andrews und Edinburgh
Das Erzbistum Saint Andrews und Edinburgh (lateinisch Archidioecesis Sancti Andreae et Edimburgensis) ist eine Erzdiözese der römisch-katholischen Kirche in Schottland mit Sitz in Edinburgh.

## Geschichte

Erzbistum Saint Andrews und Edinburgh

St Andrews war bereits im Jahre 908 Bischofssitz, der mit der schottischen Reformation unterging. Das heutige Erzbistum Saint Andrews und Edinburgh wurde am 13. Oktober 1653 durch Papst Innozenz X. als Apostolische Präfektur Schottland gegründet; erster Präfekt war William Ballantine. Am 16. März 1694 wurde es in ein Apostolisches Vikariat umgewandelt, zunächst als Vikariat Schottland. Am 23. Juli 1727 wurde das Apostolische Vikariat Schottland in zwei Vikariate geteilt: den Lowland District und den Highland District, am 13. Februar 1827 wurde das Apostolische Vikariat Lowland District mit dem Breve Quanta laetitia durch Leo XII. in die Vikariate Eastern District und Western District geteilt und der Highland District in Northern District umbenannt.
Mit der Wiederherstellung der katholischen Hierarchie in Schottland erhob Papst Leo XIII. mit der Zirkumskriptionsbulle Ex supremo Apostolatus am 4. März 1878 das Vikariat Northern District zum Bistum Aberdeen, das Vikariat Western District zum Erzbistum Glasgow und das Vikariat Eastern District zum heutigen Erzbistum; erster Erzbischof war John Menzies Strain. In den 1990er Jahren kamen zahlreiche katholische Zuwanderer, v. a. aus Polen, nach Edinburgh, die heute das Erzbistum prägen.

## Siehe auch

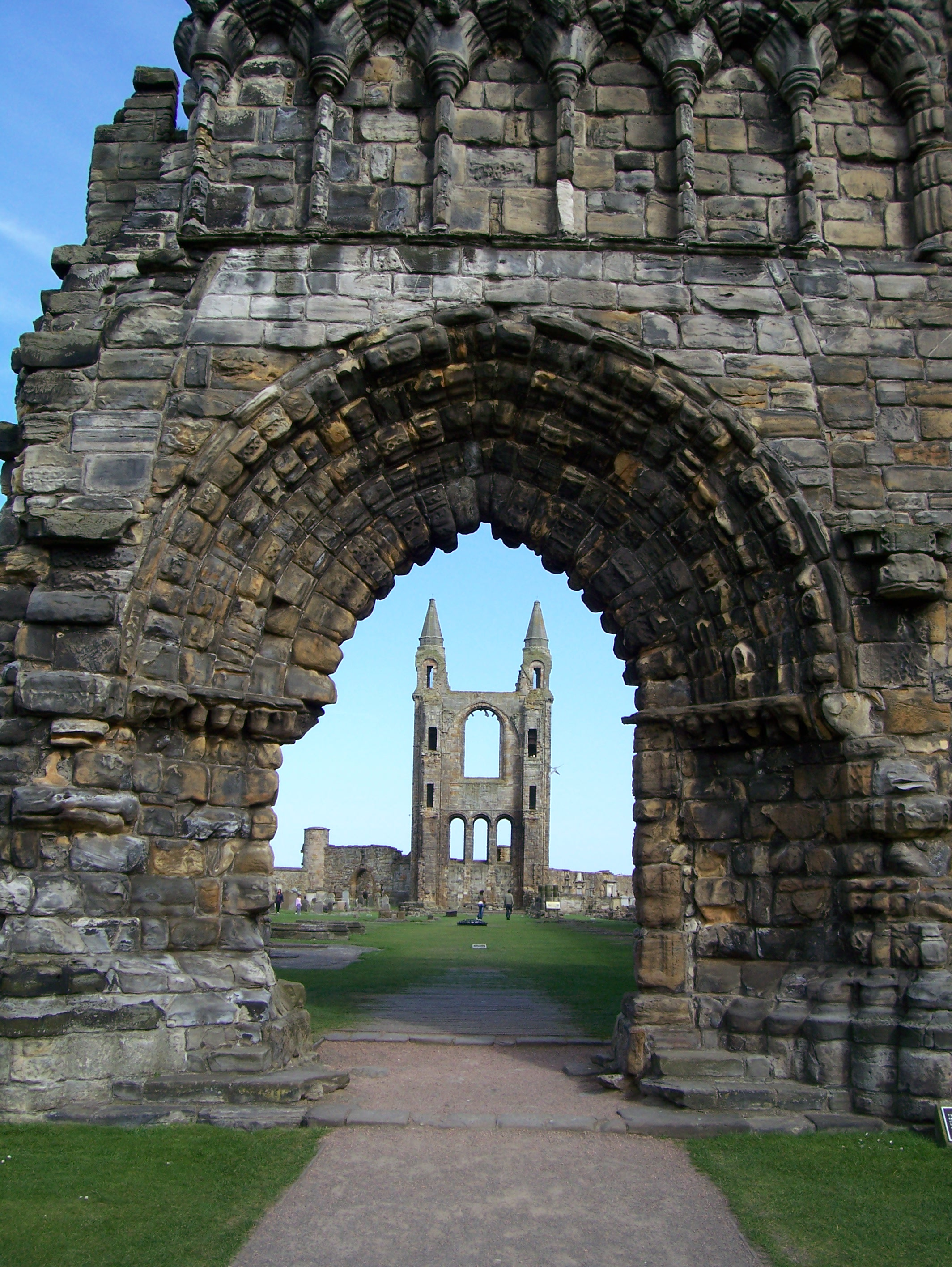
Ruine der St Andrews Cathedral in St Andrews
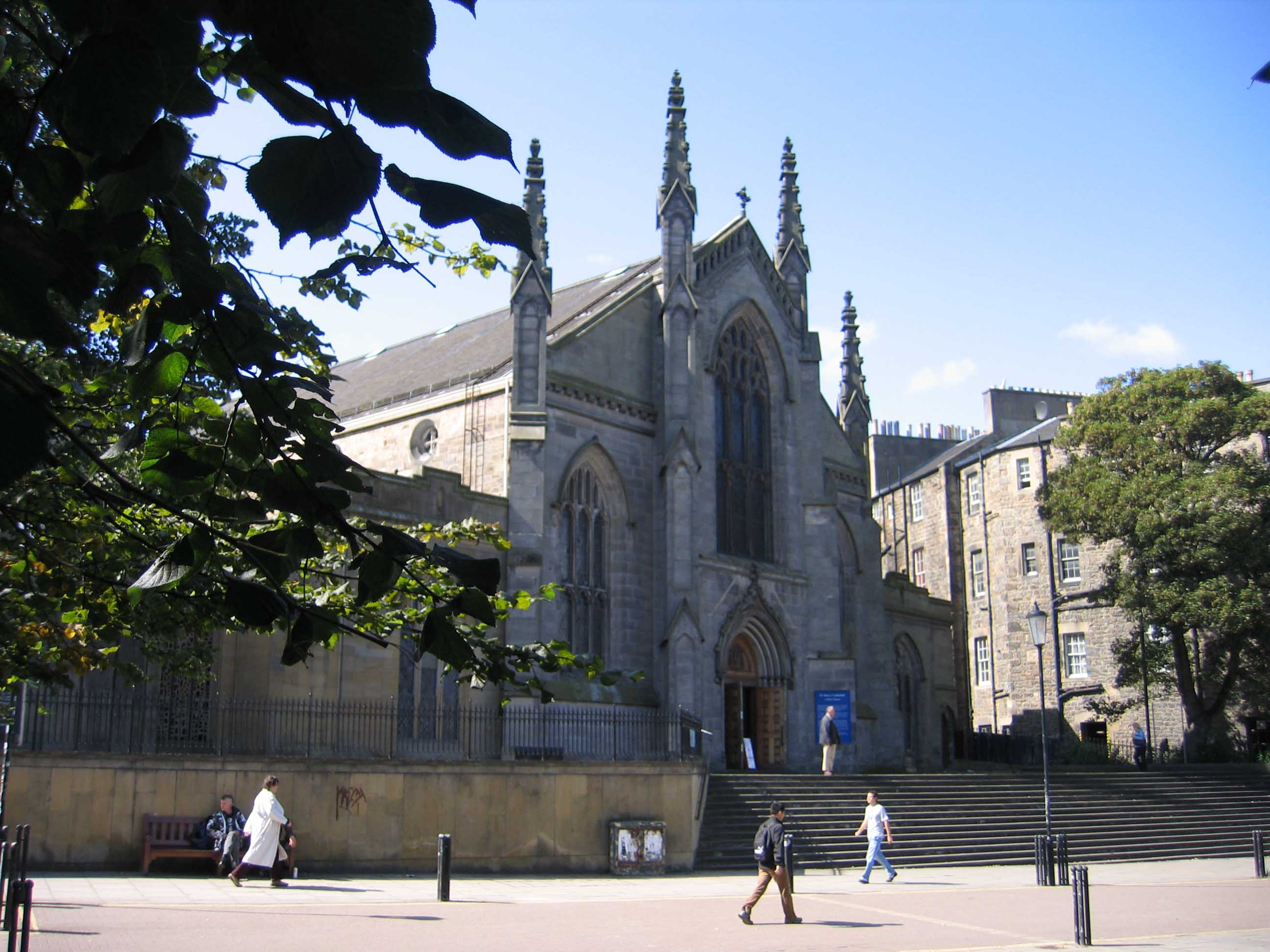
Die Kathedrale (St Mary’s Cathedral) in Edinburgh